# Anophthalmus hitleri
Anophthalmus hitleri — вид жуків родини турунових (Carabidae).

## Історія
Екземпляр неописаного жука у 1933 році придбав німецький ентомолог Оскар Шайбель. На його основі у 1937 році науковець описав новий вид Anophthalmus hitleri, назвавши його на честь тогочасного лідера Німеччини Адольфа Гітлера. Посвята не залишилася непоміченою Гітлером, який надіслав Шайбелю лист подяки. Після Другої світової війни була спроба змінити назву жука, але Міжнародна комісія із зоологічної номенклатури її відхилила, оскільки назва виду опублікована в повній відповідності до правил, встановлених МКЗН. Вид не має яскравих характеристик, але становить інтерес для колекціонерів виключно завдяки своїй назві.

## Поширення
Ендемік Словенії. Виявлений у п'ятьох печерах в долині річки Савиня.

## Опис
Тіло завдовжки 5-5,5 мм. Забарвлення жовтувато-коричневе. Голова і жвали подовжені (голова в 1,5 раза довша своєї ширини). Очі редуковані Пронотум ширше голови, звужується ззаду. Ноги довгі та тонкі. Це сліпий жук, що живе у печерах. Полює на дрібних безхребетних.